# Pandea cybeles
Pandea cybeles is een hydroïdpoliep uit de familie Pandeidae. De poliep komt uit het geslacht Pandea. Pandea cybeles werd in 1988 voor het eerst wetenschappelijk beschreven door Alvarino. 